# Верхня Шома (Бабаєвський район)
Верхня Шома — присілок в Бабаєвському районі Вологодської області.
Входить до складу Борисовського сільського поселення (з 1 січня 2006 року по 13 квітня 2009 року входила в Новостаринське сільське поселення).

## Географія
Відстань по автодорозі до районного центру Бабаєво — 76 км, до центру муніципального утворення села Борисово-Судське по прямій — 11 км. Найближчі населені пункти — с.Горбово, с.Костеньково, с.Стан. Станом на 2002 рік проживало 9 чоловік.